# Prachtstaude

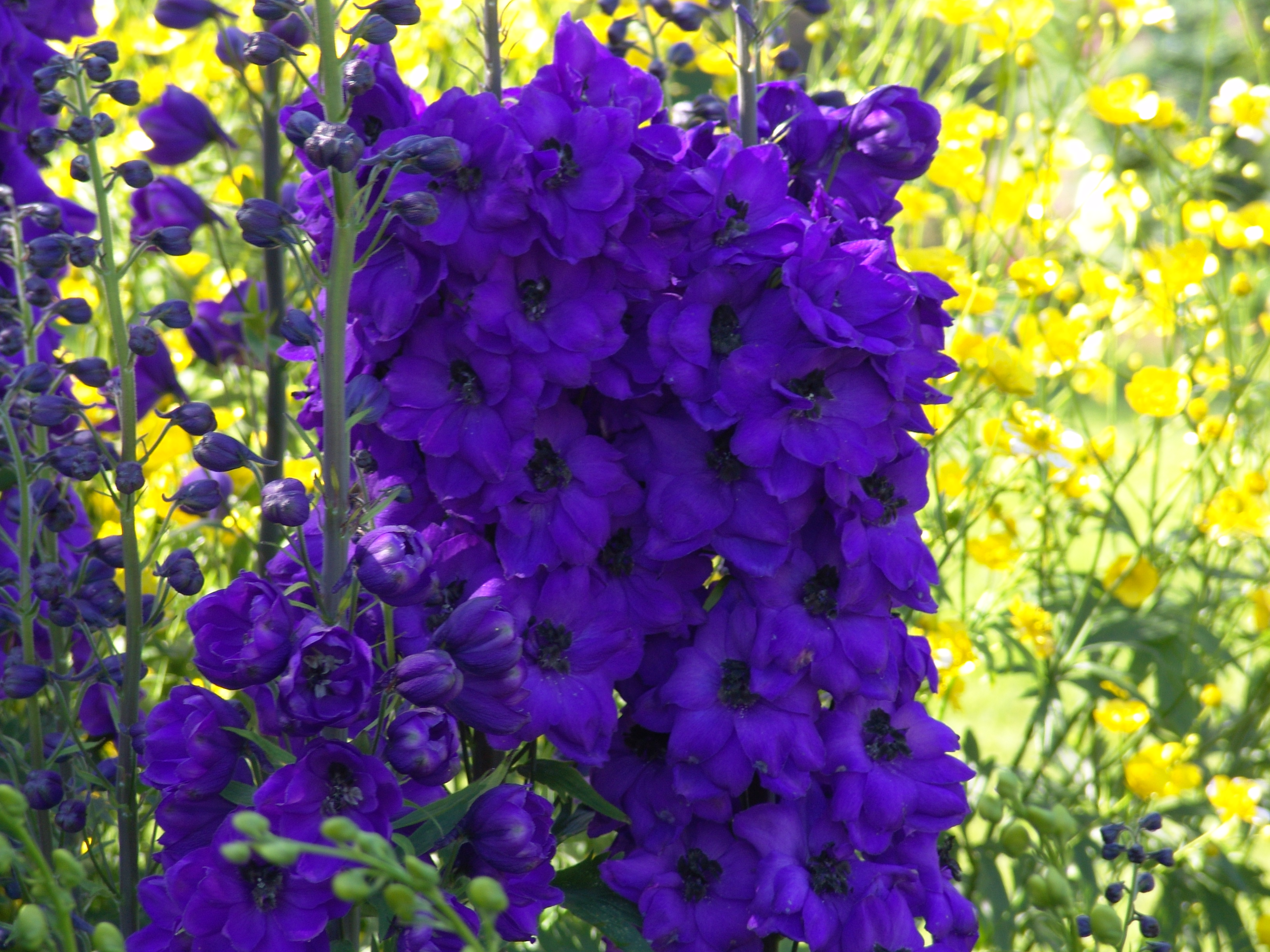
Rittersporn-Hybriden zählen zu den sogenannten Prachtstauden

Als Prachtstauden bezeichnet man im Gartenbau die Stauden, die in gepflegten Gartenböden bei einer regelmäßigen Betreuung gedeihen. Darin unterscheiden sie sich von den Waldstauden und Gehölzrandstauden, die im Gegensatz zu den Prachtstauden mit der Konkurrenz durch Gehölze oder andere Bodendecker zurechtkommen, sowie den Steingartenstauden und Alpinen Stauden, die sich am wohlsten fühlen, wenn ihre Blätter Wärmerückstrahlung, die durch eine Bepflanzung in dichtem Gestein erzielt wird, erhalten.
Prachtstauden sind häufig sehr stark züchterisch veredelt, was sie von den Freiflächenstauden unterscheidet. Sie haben eine lange Blütezeit und oft gefüllte Blüten. Sie werden typischerweise in einem Staudenbeet gepflanzt, weswegen sie gelegentlich auch Beetstauden genannt werden.
Zu den Prachtstauden zählen unter anderem:
- Sonnenbraut
- Glattblatt-Aster
- Rittersporne
- Pfingstrosen
- Stauden-Phlox
- Dahlien